# Macha (mitología)

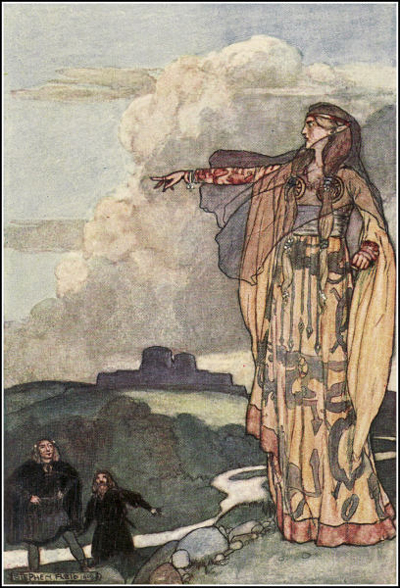
"Macha maldice a los hombres del Ulster", ilustración de Stephen Reid para The Boys 'Cuchulainn de Eleanor Hull (1904).

Macha (pronunciación irlandesa: ˈmˠaxə) era una diosa de la soberanía de la antigua Irlanda asociada con la provincia de Úlster, particularmente con los sitios de Emain Macha (Eamhain Mhacha) y Armagh (Ard Mhacha), que llevan sus nombres en su honor. Varias figuras llamadas Macha aparecen en la mitología y el folclore irlandeses, de las que se cree que todas derivan de la misma diosa. Se dice que es una de las tres hermanas conocidas como 'las tres Morrigan'. Al igual que otras diosas de la soberanía, Macha está asociada con la tierra, la fertilidad, la realeza, la guerra y los caballos.
Proinsias Mac Cana discute sobre tres Machas: Macha, la esposa de Nemed, la reina Macha, esposa de Cimbáeth, y Macha, la esposa de Crunnchu que causó la debilidad de los hombres del Úlster. Gregory Toner discute cuatro, con la adición de Macha Mong Ruad.

## Etimología y alias
El nombre presuntamente deriva del protocéltico makajā que denota "una llanura" (genitivo makajās "de la llanura").
En las Dindsenchas Macha es llamada Grian Banchure, el "Sol de las mujeres" y es referida como la hija de Midir de Brí Léith.

## Macha, hija de Partolón
Un poema en el Lebor Gabála Érenn menciona a Macha como una de las hijas de Partolón, líder del primer asentamiento de Irlanda tras el diluvio, si bien no describe nada sobre ella.

## Macha, esposa de Nemed
Varias fuentes describen a una segunda Macha como esposa de Nemed, líder del segundo asentamiento de Irlanda tras el diluvio. Fue la primera persona entre la gente de Nemed en morir en Irlanda, doce años después de su llegada de acuerdo con Geoffrey Keating, o doce días después de su llegada de acuerdo con los Anales de los Cuatro Maestros. Se afirma que la cima de la colina donde está enterrada recibió su nombre: Ard Mhacha, "el lugar alto de Macha". El bosque circundante fue talado por el pueblo de Nemed y llamado Magh Mhacha, "la llanura de Macha". Se la describe como la hija del Aed, de las armas rojas, como el cuervo de las incursiones y como difusora de todas las excelencias.

## Macha, hija de Ernmas
Macha, hija de Ernmas, de los Tuatha Dé Danann, aparece en muchas fuentes tempranas. Se la menciona con frecuencia junto con sus hermanas, "Badb y Morrigu, cuyo nombre era Anand." Las tres (con diferentes nombres) se consideran a menudo una diosa triple asociada con la guerra. El Glosario O'Mulconry, una compilación del siglo XIII de glosas de manuscritos medievales conservados en el Libro amarillo de Lecan, describe a Macha como "una de las tres morrígna" (plural de Morrigan), y señala que el término Mesrad Machae, "el mástil de Macha", se refiere a “las cabezas de hombres que han sido masacrados”. Una versión de la misma glosa en MS H.3.18 identifica a Macha con Badb, llamando al trío "mujeres cuervo" que instigan la batalla. Keating las llama explícitamente "diosas", pero la tradición medieval irlandesa estaba ansiosa por eliminar todo rastro de religión precristiana. Se dice que Macha cayó muerta a manos de Balar durante la batalla contra los fomorianos.

## Macha Mong Ruad
Macha Mong Ruad ("pelirroja"), hija de Áed Rúad ("fuego rojo" o "señor del fuego" - uno de los nombres de Dagda), fue, de acuerdo con la leyenda medieval y la tradición histórica, la única reina en la Lista de Altos Reyes de Irlanda. Su padre Áed alternaba el cargo de rey con sus primos Díthorba y Cimbáeth, en periodos de siete años. Áed murió después de su tercer período como rey, y cuando le llegó el turno nuevamente, Macha reclamó la realeza. Díthorba y Cimbáeth se negaron a permitir que una mujer tomara el trono y se inició una batalla. Macha salió victoriosa y Díthorba murió. Ganó una segunda batalla en contra de los hijos de Díthorba, que huyeron a las tierras desiertas de Connacht. Se casó con Cimbáeth, con quien compartió la realeza. Macha persiguió ella sola a los hijos de Díthorba, disfrazada de leprosa, y derrotó a cada uno de ellos cuando intentaron tener sexo con ella, los ató y los cargó ella misma hasta Úlster. Los hombres del Úlster querían que los ejecutaran, pero Macha en cambio los esclavizó y los obligó a construir Emain Macha (ahora conocido como Fuerte Navan cerca de Armagh), para que fuera la capital de Ulaid, marcando los límites con su broche (lo que explica el nombre de Emain Macha, de eó-muin Macha o "broche del cuello de Macha"). Macha gobernó junto con Cimbáeth durante siete años, hasta que éste murió de peste en Emain Macha, y luego catorce años más por sí sola, hasta que fue asesinada por Rechtaid Rígderg. El Lebor Gabála sincroniza su reinado con el de Ptolomeo I Soter (323-283 a. C.). La cronología de Foras Feasa ar Éirinn hecha por Keating data de su reinado entre los años 468 y 461 a. C., y los Anales de los Cuatro Maestros entre el 661 y el 654 a. C..
Marie-Louise Sjoestedt comenta sobre esta figura que: "En la persona de esta segunda Macha descubrimos un nuevo aspecto de la diosa local, el de la guerrera y la dominadora, y esto se combina con el aspecto sexual de una manera específica que reaparece en otros mitos, la pareja o parejas masculinas que son dominadas por la mujer".

## Macha, esposa de Cruinniuc
Macha, hija de Sainrith mac Imbaith, fue la esposa de Cruinniuc, un granjero del Úlster. Algún tiempo después de la muerte de la primera esposa de Cruinniuc, Macha se aparece en su casa. Sin decir una palabra, empieza a cuidar de la casa y a actuar como su esposa. Pronto queda embarazada. Mientras se mantuvieron juntos, la riqueza de Cruinniuc creció. Cuando éste se va a un festival organizado por el rey del Úlster, ella le advierte que solo se quedará con él siempre y cuando no le hable de ella a nadie, y el hombre promete no decir nada. Sin embargo, en medio de una carrera de carruajes, alardea que su esposa puede correr más rápido que los caballos del rey. El rey entonces ordena que se retenga a Cruinniuc bajo pena de muerte a menos que demuestre su afirmación. Aunque está muy embarazada, Macha es llevada a la reunión y el rey la obliga a correr contra sus caballos. Macha gana la carrera, pero luego grita de dolor al dar a luz a gemelos en la línea de meta; un niño llamado Fír ("Verdadero") y una niña llamada Fial ("Modesta"). Por haberle faltado al respeto y humillarla, maldice a los hombres del Úlster para que se sientan abrumados de debilidad— débiles "como una mujer en parto"— en el momento de mayor necesidad. Tal debilidad duraría cinco días y la maldición duraría nueve generaciones. A partir de ese momento, el lugar donde Macha dio a luz recibiría el nombre de Emain Macha, o "Los gemelos de Macha".
Así pues, en este cuento, La debilidad de los hombres del Ulster (Noínden Ulad) se explica el significado del nombre Emain Macha, y se explica por qué ninguno de los hombres del Úlster, con excepción el héroe semidivino Cúchulainn, fue capaz de resistir la invasión del Ulster en el Táin Bó Cuailnge (Redada de ganado de Cooley). Demuestra que Macha, como diosa de las tierras y la soberanía, puede ser vengativa si se le falta al respeto, y cómo el gobierno de un mal rey puede llevar al desastre.
Jan de Vries indica en su ensayo La religion des Celtes que es particularmente llamativa la constatación de la existencia de la covada, tanto entre los celtíberos como entre los escitas. En el Táin bó Cualgne, Ces noiden Ulad relata que los habitantes varones del Ulster son, durante un cierto período, llamado nóindiu (en realidad: 5 días y cuatro noches), débiles como una mujer en el parto. Por supuesto, esta leyenda no prueba de ninguna manera que todos los irlandeses realmente se acostasen en el lecho cuando les nacía un niño. Ya sabemos que esta debilidad de los hombres se presenta como consecuencia de una maldición: se dice que Macha, madre de los gemelos de Emaïn, la pronunció contra los varones del Ulster. Esto quiere decir que era algo sorprendente; la leyenda es el eco de una antigua costumbre, desaparecida hace mucho tiempo.
Respecto a la cuestión da maldición, citamos de nuevo a Jan de Vries: Macha, que corría particularmente rápido, fue obligada por el rey Conchobar a competir con sus mejores caballos; logró alcanzarlos corriendo, pero, al llegar a la meta, se desplomó, dio a luz a gemelos (de ahí el nombre de Emaïn Macha) y murió. Antes de morir, pronunció esta maldición: los habitantes masculinos del Ulster sufrirían durante nueve días al año la debilidad de una mujer durante el parto. Esta Macha ciertamente no era una diosa de la guerra; por el contrario, el tema de los gemelos y el de la novena que impone a los varones demuestran una conexión con la fertilidad.
Esta Macha está particularmente asociada con los caballos —es tal vez significativo que nacieran potros gemelos el mismo día que Cúchulainn, y que uno de los caballos de su carruaje se llamara Liath Macha o "Gris de Macha"— y a menudo se la compara con la figura mitológica galesa Rhiannon.
En cuanto al color gris de la cabalgadura, Karl Kerényi decía que el gris es el color de los fantasmas y Claude Lecouteux indicó que en la Saga de Gisli Sursson, escrita  hacia 1250-1260, “La buena dama lo lleva sobre un caballo gris —animal psicopompo cuyo color indica el carácter sobrenatural y fatídico— […].”

## Relaciones de las Machas
Macha es descrita como esposa de Nemed, hijo de Agnoman, o alternativamente como esposa de Crund, hijo de Agnoman, lo que puede indicar una identidad de Nemed con Crund. Macha también es llamada la hija de Midir y de Aed el Rojo. 

## Enlaces externos
- Esta obra contiene una traducción  derivada de «Macha» de Wikipedia en inglés, concretamente de esta versión del 05/10/2021, publicada por sus editores bajo la Licencia de documentación libre de GNU y la Licencia Creative Commons Atribución-CompartirIgual 4.0 Internacional.

- Datos: Q1072038
- Multimedia: Macha / Q1072038